# Peter Heise

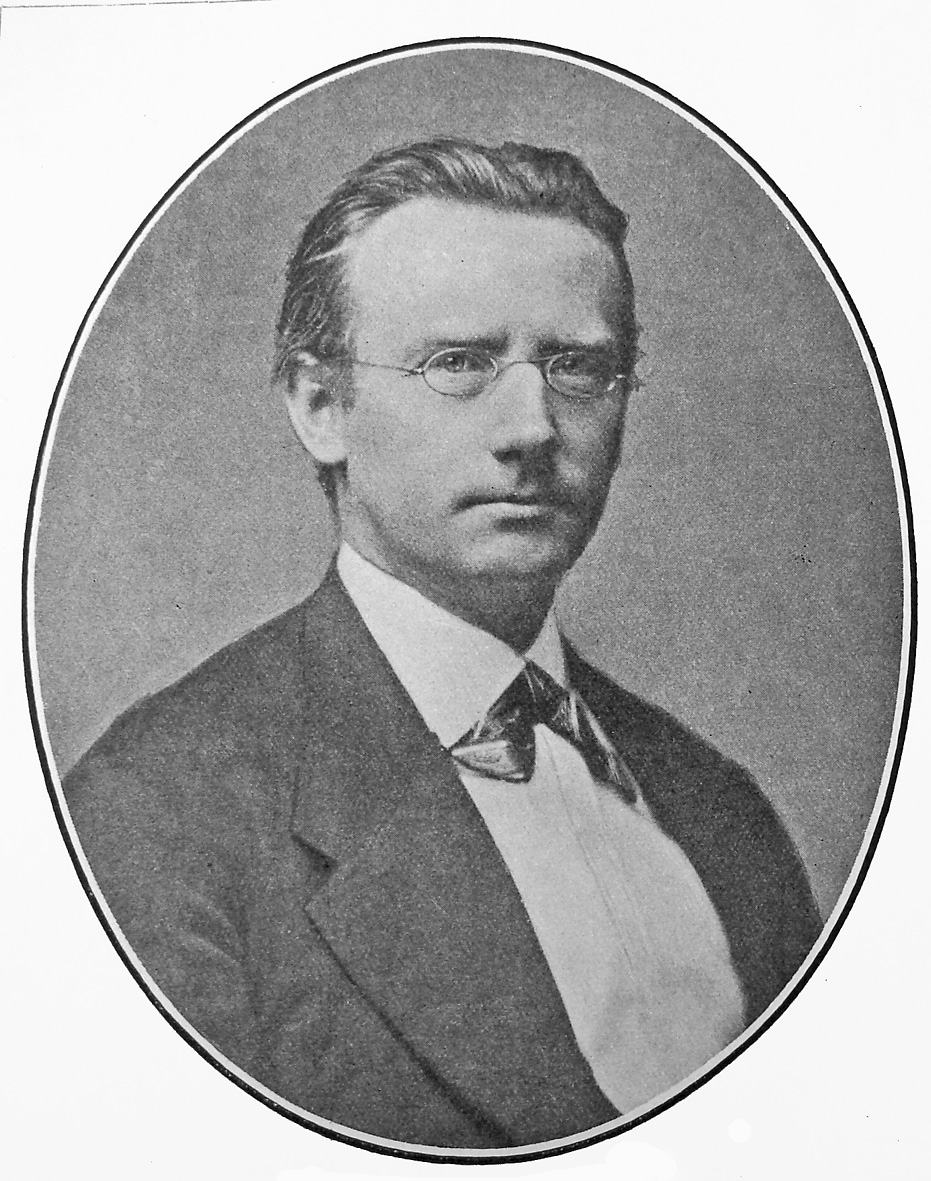
Peter Arnold Heise

Peter Arnold Heise (* 11. Februar 1830 in Kopenhagen; † 12. August 1879 in Taarbæk (heute zu Kopenhagen gehörig)) war ein dänischer Komponist.

## Leben
Heise studierte 1852/53 bei Moritz Hauptmann in Leipzig. Nach seiner Rückkehr war er Musiklehrer in Kopenhagen und ab 1858 wirkte er als Musiklehrer und Organist an Det kgl. Studenterakademi in Sorø (Mittelseeland). Vier längere Studienreisen führten ihn zwischen 1861 und 1879 nach Italien. Ab 1865 wirkte er in Kopenhagen.
Heise schrieb über 300 Lieder und Liedsätze sowie die tragische Oper „König und Marschall“ (Drot og Marsk) (1878). Heise gilt als Dänemarks bedeutendster Liederkomponist des 19. Jahrhunderts; seine Kammermusik geriet in Vergessenheit und blieb meist ungedruckt.
Peter Heise wurde 49 Jahre alt und liegt auf dem Holmens Kirkegård in Kopenhagen begraben.